# Hasan al-Banna
Hasan al-Bannā' (14 de octubre de 1906 - 12 de febrero de 1949; en árabe حسن البنا) fue un islamista egipcio, fundador de la Organización de los Hermanos Musulmanes de Egipto y padre del islamismo moderno.
Pertenecía a una familia religiosa. Su padre, relojero de profesión, era diplomado de la facultad de teología de Al-Azhar. Dedicaba el tiempo libre al estudio de la Sunna (hechos y dichos del profeta Mahoma, que son la segunda fuente más importante en el derecho islámico-- después del libro sagrado).
Hasan al-Bannā' fundó su primera organización a los ocho años de edad, la Asociación por la Buena Conducta.[cita requerida] Más adelante formó parte de una cofradía sufí. Estudió en Dar al-'Ulum, la institución del Estado que formaba a profesores siguiendo un programa de estudios moderno.
Trabajó entonces como profesor en la pequeña localidad de Ismailía (الإسماعيلية), al noreste de El Cairo. En esta ciudad fundó en 1928 la organización Hermanos Musulmanes, que respondía a la convicción de que sólo el retorno al islam podía liberar a Egipto de la colonización política y cultural británica. Hasan al-Bannā' abogaba por la restauración del califato, abolido en 1924 por el líder nacionalista de la República Turca, Mustafa Kemal Atatürk, que había puesto fin al Imperio otomano. Al-Bannā' era panislamista, es decir, que creía más en una unidad basada en la fe islámica que en la identidad nacional: a la noción de watan (nación territorial, patria) contraponía la de umma (nación o comunidad de musulmanes). También era favorable a un islam integral, que no fuera una simple fe privada, sino fundamento de la organización estatal, de acuerdo con el lema islamista al-islām, dīn wa-dawla: "el islam, religión y Estado", basado en los totalitarismos modernos de la época. 
Los Hermanos Musulmanes conocieron un rápido auge. Hasan al-Bannā' se hizo un personaje muy popular gracias a su empeño en tejer una red islamista que actuara como un contrapoder frente al Estado egipcio: fundó escuelas, asociaciones de caridad, dispensarios médicos, bibliotecas y pequeñas empresas. En 1948 la organización ya contaba con dos millones de miembros y suponía una amenaza para la monarquía egipcia, sobre todo porque había empezado a organizar acciones violentas contra el Estado. En la oleada represiva que siguió Al-Banna fue asesinado el 12 de febrero de 1949.

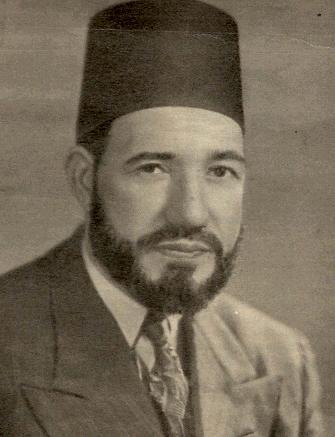

## Primeros años
Hassan al-Banna nació el 14 de octubre de 1906 en Mahmudiyya (localidad rural del delta del Nilo), al noroeste de El Cairo. Su padre, el sheikh Ahmad Abd al-Rahman al-Banna, fue un imán del Madhab Hanbali (escuela jurídica cuyo origen se atribuye al Iman Ahmad ibn Hanbal, Bagdad 780 – 855), además de ser muezziny maestro de mezquita. Su padre, además, se dedicaba a reparar relojes en la ciudad de al-Mahmudiyya. Era conocido por su trabajo como erudito Hanbali lo que conllevó que el sheikh forjase relaciones con sabios islámicos que ayudarán a su hijo cuando se mudó a El Cairo en 1932. El sheikh ejerció una gran influencia espiritual en su hijo durante su infancia aunque el sufismo también estuvo muy presente. Fue miembro de la orden Sufi de al-Hassafiyya. Hassan al-Banna no solo estuvo influenciado por el puritanismo hanbali, también se inspiró en la revista Al-Manar dirigida por Rashid Rida. 
Hassan al-Banna tiene dos hermanos: Gamal al-Banna y Abderrahman al-Banna. 
Su familia estaba bien educada y seguía un estilo de vida islámico muy estricto. Al-Banna memorizó el Corán a una edad muy temprana y se integró en el centro de enseñanza para profesores. Su primera exposición en la política fue durante la revolución egipcia de 1919. A pesar de tener tan solo 13 años se identificó con el activismo generalizado de la época. Participó en manifestaciones, publicó folletos políticos, fundó sociedades de reforma juvenil… Fue admitido en la Universidad de El Cairo con tan solo 16 años y obtuvo el primer lugar en sus exámenes finales gracias a su inteligencia y amplitud de conocimiento. 
La familia de al-Banna era muy respetada en Mahmudiyya pese a no ser de la élite egipcia. Eran dueños de varios bienes aunque la crisis económica de la década de 1920 provocó dificultades para mantenerlos y tuvieron que mudarse a El Cairo en 1924.
En 1927 comenzó a trabajar de maestro en una escuela estatal en la ciudad de Ismailía en una ciudad al noreste del país.

## Educación
En su ciudad natal, al-Banna, estudio en la mezquita principal con el Sheikh Zahran. Entablaron una relación más cercana que propició el desarrollo intelectual y religioso de al-Banna. Además, en esta mezquita recibió instrucción de su padre. Estudió en El Cairo durante cuatro años en Dar al-Ulum (institución egipcia educativa fundada en 1871 diseñada para educar futuros maestros en temas modernos e islámicos). La escuela era contraria a la ideología del padre de al-Banna pues no era muy tradicional, pero se inscribió rompiendo así con el típico conservadurismo islámico. Además, se asoció con la Sociedad Islámica para la Nobleza de la Moral Islámica y la Asociación de Jóvenes Hombres Musulmanes. 
Publicó más de quince artículos en Majallat al-Fath, una influyente revista islámica asociada a la Asociación de Jóvenes Hombres Musulmanes.
Hassan al-Banna fue un gran pensador que vio al islam como una religión universal. Para él, el islam es una regulación que cubre todos los aspectos (vida, soberanía, patria, gobierno y también los asuntos del pueblo), además de que el islam es mucho más que un sistema de teología, es una civilización completa. 
Una visión amplia y profunda de las enseñanzas islámicas influyen en el pensamiento de Hassan al-Banna para analizar el tema de la educación islámica. Surgen varias ideas y pensamientos del personaje al organizar el sistema educativo de acuerdo con las enseñanzas islámicas. Estuvo posicionado en el compromiso de las instituciones sociales y religiosas de Da’wwah. Su implicación en el campo de la educación fue debido a que comenzó su carrera como profesor de árabe después de graduarse en Dar al-Ulum. Gracias a diferentes métodos sencillos y prácticos educó desde trabajadores hasta comerciantes acaudalados. 
La atención prestada por Hassan al-Banna a la educación en el contexto de la secularización y fragmentación en el sistema educativo que se aplicaba en Egipto era dicotómica en ese momento, y la oportunidad de obtener una educación era muy limitada para la sociedad media – baja. Para superar el problema se llevaron a cabo dos programas:
1. Reforma del sistema educativo.
2. Provisión de fondos para satisfacer las necesidades de instalaciones educativas complementarias y alternativas.

Aunque hay evidencias que muestran el carácter de Hassan al-Banna en la educación islámica, se le posiciona más como una figura mujahid que está activa en el mundo de Da’wwah. 

## Hermanos Musulmanes
Hassan al-Banna conoció la noticia de la abolición del Califato Otomano cuando aún era un estudiante en 1924. Este suceso le marcó pese a que el califato no tenía poder pues veía su fin como una “tragedia”.  
Tras completar sus estudios en Dar al-Ulum se convierte en maestro de educación primaria en Ismailía, que en ese momento era la sede egipcia del Canal de Suez y contaba con una gran influencia extranjera. 
La principal preocupación de al-Banna fue el rápido intento de modernizar el país y las posibles consecuencias negativas que comprometerían los principios islámicos.  Adoptó la postura de muchos nacionalistas descontentos con el liderazgo del partido Wafd, que tenían posturas moderadas.
Desde el primer momento, al-Banna comenzó a tomar parte activa en la vida de la comunidad de Ismailiyya. A través de la mezquita y la escuela se familiarizó con las principales personalidades, religiosas y laicas, de la ciudad. Pronto, al-Banna ya estaba dirigiendo no solo sus clases diurnas, sino también la instrucción nocturna para los padres de los niños. 
En ese momento buscó familiarizarse y penetrar con las fuentes de poder de la comunidad. Los identificó como: “los ulemas, los sheikhs de las órdenes sufíes, los “ancianos” con los cuales se refería a las familias y agrupaciones principales en el sentido más amplio y los clubes (sociedades sociales y religiosas)”. 
Cuando al-Banna fue asignado a Ismailía, admitió que no conocía su ubicación exacta salvó por su relación con el Canal de Suez y todo lo que ello implicaba. El consideraba a la ciudad como punto focal, tanto de la ocupación militar británica como de la ocupación económica extranjera. En marzo de 1928, según declaraciones del propio al-Banna, varios trabajadores afiliados a varias compañías del Canal de Suez se acercaron a él a denunciar las injusticias sufridas por árabes y musulmanes a manos de los extranjeros. Estas quejas coincidieron las preocupaciones de al-Banna por lo que se convierte en un líder y los Hermanos Musulmanes fueron creados. 
En Ismailía, un lugar que destacó para las predicaciones de al-Banna fueron, aparte de las mezquitas, las cafeterías (siempre eran vistas de una forma sospechosa). Al principio fueron tan solo una de las muchas asociaciones que existían en esa época.  Sus primeros objetivos fueron promover la piedad personal y participar en actividades puramente caritativas. Aunque su atención estaba centrada en este nuevo entorno, no olvidó El Cairo y mantuvo su contacto con los grupos islámicos de la capital y su compromiso de servir al islam. 
Apoyó la creación en 1927 de la Asociación de Jóvenes Hombres Musulmanes y actuó como agente local para el recién fundando Majallat al-Fath, el órgano de agrupaciones islámicas conservadoras en ese momento, editado por Muhibb al-Din al-Khatib, el director de la librería Salafiyya y uno de los fundadores de la asociación. Poco después, en marzo de 1928 al-Banna crea su propio movimiento. El nombre fue seleccionado por al-Banna: “somos hermanos al servicio del islam; por lo tanto, somos los Hermanos Musulmanes”.
En los primeros tres años, su objetivo principal era la ampliación de su membresía en y alrededor de Ismailiyya. Al-Banna y sus miembros más cercanos persiguieron este objetivo por contacto directo, recorriendo el campo y predicando en las mezquitas, así como en los hogares, clubes, y otros lugares de reunión. Todas las nuevas sucursales se fundaron siguiendo un mismo patrón; al establecimiento de la sede le sucede la creación de un proyecto tales como una mezquita, una escuela, una pequeña industria… Pero tan pronto se extendieron los Hermanos Musulmanes, apreció también antipatía y resistencia a ellos. En el año 1930, la hostilidad se limitaba a las quejas sobre el movimiento y sus intenciones hacia el ministerio de Ismail Sidqi Pasha. Se acusó a Hassan al-Banna de ser: un comunista, un wafdista que trabaja contra Sidqi o un republicano en contra del rey Fuad.
Al-Banna estaba horrorizado con los claros signos de dominación militar y económica extranjera en esta ciudad (campamentos militares británicos, servicios públicos, lujosas residencias de los extranjeros, la compañía del Canal de Suez, miserables viviendas de los trabajadores egipcios…). 
En verano de 1932, al-Banna solicitó y recibió el traslado a El Cairo. Las sucursales que ya proliferaban en la capital estaban en contacto con la Sociedad para la Cultura Islámica, dirigida por Abd al-Rahman al-Banna, uno de sus hermanos más jóvenes. Los dos grupos se fusionaron para formar la primera rama de los Hermanos Musulmanes en El Cairo. Esta fusión trajo consigo una entrada en los círculos islámicos de la capital. 
Al-Banna abordó temas como el colonialismo, la salud pública, la política educativa, las desigualdades sociales, el panislamismo, la gestión de recursos naturales, la debilidad del mundo islámico en un contexto internacional y el creciente conflicto en Palestina. Al tratar temas tan diferentes, atrajo a una gran variedad de miembros como por ejemplo una sección representativa de la sociedad egipcia (funcionarios, empleados de oficina…). Además, tuvieron un gran papel en la resistencia del dominio colonial británico en Egipto.  

## Actividad política
El líder de los musulmanes llevó a cabo numerosas reformas mediante el desarrollo institucional, un activismo implacable y una dependencia de la comunicación masiva. Construyó un complejo movimiento de masas que presentaba estructuras de gobierno sofisticadas como secciones encargadas de promoverlos valores de la sociedad a los individuos; unidades encargadas de la propagación del mensaje, la relación del mundo islámico y la prensa; comités especializados en finanzas y asuntos jurídicos…
Al-Banna se sirvió también de las asociaciones bienestar islámico y comunidades de vecinos para inculcar su ideología en la sociedad egipcia. Tenían numerosos negocios como clínicas y escuelas. Los miembros estaban afiliados con el movimiento a través de una serie de grupos llamadas usar (“familias”).
La sociedad de los Hermanos Musulmanes se convirtió, con el estallido de la Segunda Guerra Mundial, en uno de los competidores políticos más importantes del contexto egipcio. Su membresía se volvió tan diversificada que era virtualmente representativa en cada grupo de la sociedad egipcia. 
Otra medida del crecimiento de los Hermanos Musulmanes fue el tamaño y la influencia de las “conferencias generales” convocadas periódicamente para planificar acciones o ratificar decisiones tomadas. La primera conferencia general fue en mayo de 1933. Se ocupó principalmente del problema de la actividad misionera cristiana y de los medios para combatirla. La organización le envió una carta al rey Fuad detallando la urgencia de la sociedad por controlar las actividades de los misioneros extranjeros. 
La segunda conferencia general, celebrada el mismo año que la primera, trató sobre propaganda publicitaria e instructiva; y se creó una pequeña empresa para el establecimiento de una prensa para los Hermanos Musulmanes. La primera revista semanal se llamó Revista de los Hermanos Musulmanes (Majallat al-Ikhwan al-Muslimin). Estuvo basada en publicaciones para el adoctrinamiento de los miembros.
Los Hermanos Musulmanes comenzaron a institucionalizar la comunicación oral impartiendo conferencias semanales en su sede y sucursales, así como, predicando en las mezquitas y en cualquier otro lugar dónde se pudiera reunir un grupo. 
La cuarta conferencia general se reunió para celebrar la coronación del Rey Faruq en 1937. La tercera y quinta, en marzo de 1935 y enero de 1939 sucesivamente, fueron sesiones importantes. La tercera conferencia general abordó cuestiones como los criterios y responsabilidades de los miembros, y la jerarquía y estructura de la sociedad. En 1937 se crean los batallones con el objetivo de forjar lealtades internas dentro de la organización. El enorme apoyo material, social y psicológico proporcionado por los Hermanos Musulmanes fue fundamental para la capacidad del movimiento y para atraer a nuevos reclutas entre sus miembros. Todo ello iba surgiendo con base en una sociedad en la que los individuos tuviesen que integrar un entorno meramente islámico.
La quinta conferencia general otorgó especial atención a cuestiones de orientación y formación interna. Coincidió con el décimo aniversario de los Hermanos Musulmanes, y estos primeros diez años produjeron un conjunto de ideas que fueron los cimientos de la ideología de la organización. Sus principales ideales en ese momento fueron: el islam como sistema total y como guía de la vida; un islam formulado a partir de sus dos fuentes principales: el Corán y la sabiduría del Profeta en la sunna (hadices) y un islam que sea aplicable en todos los tiempos y lugares. 

Hermanos Musulmanes y la revuelta de Palestina de 1936
Entre los principales logros de los Hermanos Musulmanes fue su participación en la revuelta árabe de 1936 – 1939 en Palestina. Los disturbios en Palestina entre los ciudadanos sionistas y árabes brindaron la primera ocasión para una participación activa. La actividad política como parte de los intereses del movimiento fue oficialmente reconocida por al-Banna en el primer número de la revista semanal en mayo de 1938.
Lanzaron una campaña a favor de Palestina que contribuyó a hacer de este tema una preocupación musulmana generalizada en muchos países. Llevaron a cabo una recaudación de fondos que se basó en donaciones de las clases trabajadoras rurales y urbanas (en lugar de los egipcios ricos). 
Asimismo, se organizaron oraciones especiales para los nacionalistas palestinos, además de mítines políticos y distribución de propaganda. 
Aunque la revuelta palestina fue reprimida por la acción militar, los esfuerzos de los Hermanos Musulmanes ayudares a hacer de la cuestión palestina una preocupación panárabe en el Mundo Árabe. Fue financiada en gran medida por musulmanes alemanes, lo que promovió su crecimiento. En 1939, al-Banna recibió el doble de fondos por parte de Alemania que ayudó a la causa palestina. 

Asesinato de Hassan al-Banna
El controvertido Hassan al-Banna causó aún más revuelo tras su muerte y se convirtió en un personaje universal gracias a su pensamiento. La muerte de al-Banna es un hecho enigmático. Entre 1948 y 1949 poco después de que los Hermanos Musulmanes enviaran voluntarios para luchar contra Israel en la Guerra Árabe – Israelí de 1948, el conflicto entre la organización y la monarquía llegó a su punto culminante.
A tal nivel llega la violencia que Mahmoud al Nukrashi Pasha, primer ministro, decide confiscar todos los bienes de la hermandad e ilegalizar la misma. La respuesta de la misma fue el asesinato del primer ministro. Ese atentando significa un antes y después para Hassan al-banna. Él mismo sabe que ese ataque supone su fin. Pese a estar de acuerdo con el atentado lo rechaza para buscar apoyo extranjero y lograr salvar su vida. 
Es necesario aclarar que la muerte del primer ministro supone una suerte de todo vale dentro de Egipto. Es a ese todo vale al que le teme al-banna, sabe que el gobierno a distintas fuerzas internacionales pueden hacerle a él lo mismo.
Como era de prever, el 12 de febrero de 1949, Hassan al-banna tiene una supuesta reunión con un mandatario de gobierno que acabó en la muerte del protagonista de varios tiros. La reunión nunca iba a celebrarse y era una farsa para acabar con su vida.
Tras la muerte de al-banna, Hasan al-Hudayl, se erigiría como líder de la organización hasta lograr su legalización en 1952.

## Familia
Hassan al-Banna tuvo ocho hijos: Ahmed Seif al-Islam, Istishhad, Sanaa, Hala, Safaa, Muhammad Saif al Dine, Rajaa y Wafa Banna. Esta última se casó con Said Ramadan, quien se convirtió en un importante líder de los Hermanos Musulmanes. Fruto de esa relación nacen Tariq Ramadan y Hani Ramadan, eruditos islámicos. 
Su padre es la fuente principal de conocimiento. Ahmad bin Abdul Rahman bin Muhammed al-Banna fue Imán de Mahmudiyah y la persona que le abrió paso a al-banna cuando ambos se mudaron a El Cairo. El padre de Hasan no tenía grandes apuros económicos pero si trabajaba duro para poder sacar adelante a la familia. Primeramente, el progenitor estudió en la Universidad Al-Azhar, uno de los centros universitarios de más alto nivel en Oriente Medio. Estas enseñanzas le llevarán a convertirse en Imán de su ciudad y a establecer lazos de amistad con importantes eruditos, puntos que serán fundamentales en la educación del joven al-banna. A su vez, el padre del protagonista combina su trabajo de Imán con un pequeño taller de reparación de relojes.